# Pau comuna

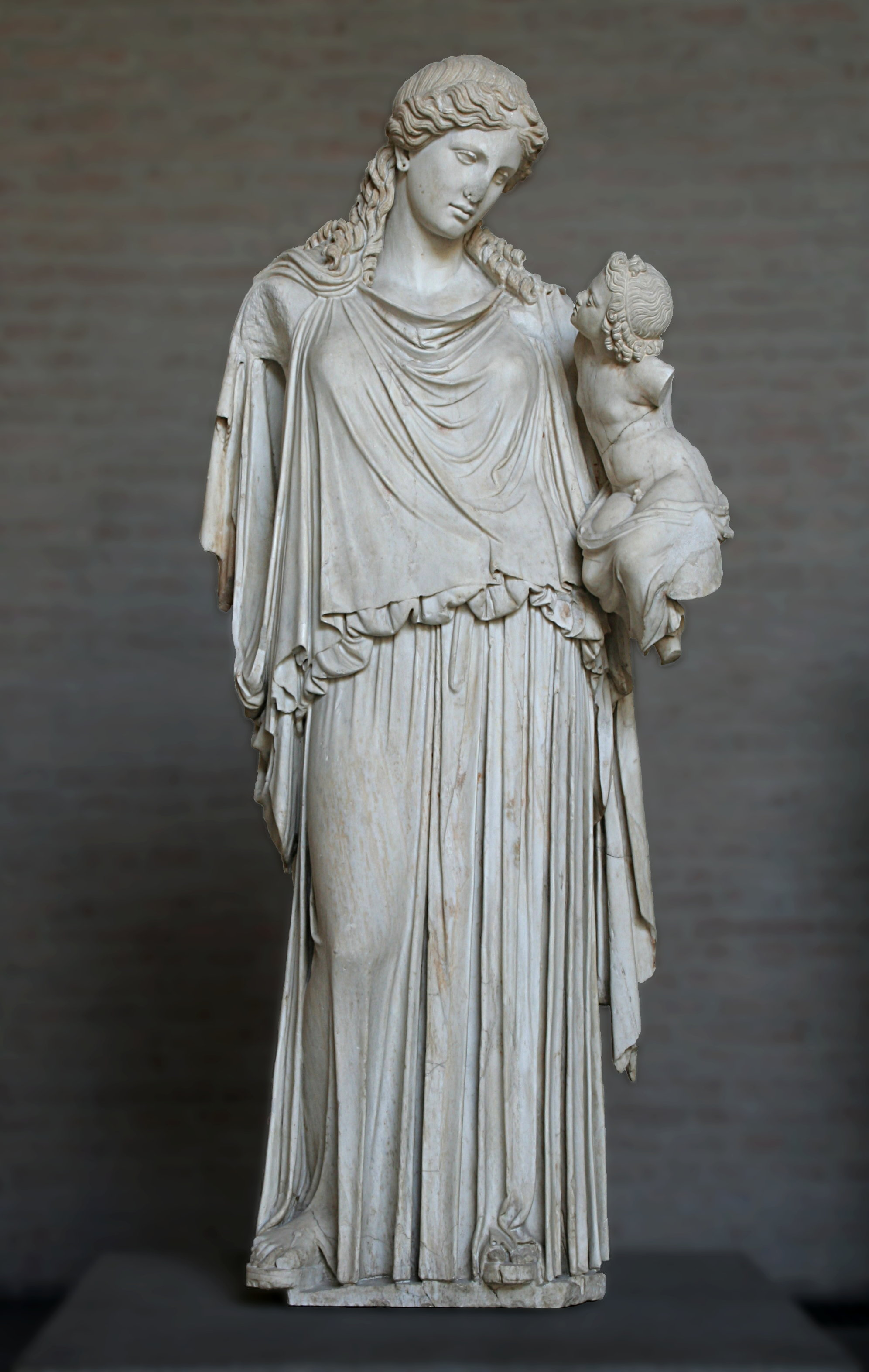
Irene (la Pau) i el petit Plutó (la Riquesa): còpia romana de Cefisòdot el Vell (c. 370 ae)

La pau comuna (grec antic: κοινὴ εἰρήνη, kené irene) és el nom que els grecs donaven a una pau, semblant als tractats de pau internacionals ratificats per totes les polis participants, és a dir, totes les ciutats estat de Grècia.
Aquests tractats no els proposaren els grecs, encara que s'hi adheriren, sinó el seu poderós veí, el rei persa conegut com el Gran rei. Aquest no desitjava que els grecs es barallaren entre ells, per por que una polis que li fora hostil s'ensenyorira de tota la península grega, la qual cosa podria soscavar el seu poder.
Aquesta modalitat de pau concertada té una cronologia molt precisa: es ratificà al s. IVae, després de la Guerra del Peloponés, moment en què Esparta dominava Grècia, la ciutat lacedemònia que havia guanyat aquesta guerra amb l'ajut del Gran rei.
Aquests tractats de pau permeteren als perses, indirectament, controlar el que estava succeint a Grècia.
Com que Esparta no havia mostrat hostilitat cap a Pèrsia, el Gran rei continuà concertant-ne altres: pau de 387ae, 375ae, 372ae...; l'ajuda financera, però, estava estretament vinculada a les lluites de poder a Grècia. Així, des que Tebes va rellevar Esparta com a potència hegemònica (cf. Hegemonia tebana) a Grècia (371ae), el rei aquemènida s'afanyà a finançar la capital de Beòcia (pau comuna de 366ae), ratificada a la ciutat elamita de Susa.
Amb el declivi del poder persa i l'enlairament del de la Grècia unificada pel Regne de Macedònia, les «paus comunes» perderen importància, i mancaren de sentit, perquè al sobirà li van esclatar rebel·lions pertot arreu: avalots a Àsia Menor ens els anys 360-350ae i en altres parts de l'imperi d'aleshores ençà.
Es va acabar aviat el poder persa i la seua ingerència a Grècia quan les tendències s'hi van invertir, i aviat va haver-hi un monarca macedoni, Alexandre el Gran, que va triomfar a Persèpolis (conquesta de l'Imperi aquemènida pels exèrcits d'Alexandre (333-323ae).